# زاده مه: عیار قانون
مه زاد: عیار قانون یا زادهٔ مه: آلیاژ قانون(انگلیسی: Mistborn: The Alloy of Law)رمانی اثر نویسندهٔ آمریکایی براندون ساندرسون در ژانر خیال‌پردازی حماسی است که تور بوکز آن را در ۸ نوامبر ۲۰۱۱ منتشر کرد. این کتاب اولین داستان در مجموعهٔ وکس و وین و چهارمین داستان در سری زاده مه است و اتفاقات آن سیصد سال پس از پس پایان وقایع سه‌گانهٔ اولیه در زاده مه: قهرمان اعصار می‌گذرد.